# Río Busay (Antique)
El río Busay es un río en Filipinas. Está ubicado en la provincia de Antique y la región de Bisayas Occidentales, en la parte central del país, 300 km al sur de la ciudad de Manila, la capital del país. El río Busay fluye hacia el mar de Joló.